# 洪衍慶
洪衍慶（1843年—？），字宜孫，清朝政治人物。同治四年（1865年）考中舉人。
光緒十九年六月，接替萬立鈞。擔任江蘇宜興縣知縣。后由徐錫祉接任。